# Barre (Vermont)
Barre es una ciudad ubicada en el condado de Washington en el estado estadounidense de Vermont. En el año 2010 tenía una población de 9,052 habitantes y una densidad poblacional de 870 personas por km².

## Geografía
Barre se encuentra ubicada en las coordenadas 44°11′41″N 72°30′23″O / 44.19472, -72.50639.

## Demografía
Según la Oficina del Censo en 2000 los ingresos medios por hogar en la localidad eran de $30,393 y los ingresos medios por familia eran $42,660. Los hombres tenían unos ingresos medios de $33,175 frente a los $20,319 para las mujeres. La renta per cápita para la localidad era de $18,724. Alrededor del 13% de la población estaban por debajo del umbral de pobreza.